# Cerfontaine, Nord

Cerfontaine este o comună în departamentul Nord, Franța. În 1 ianuarie 2022 avea o populație de 667 de locuitori.